# 慢性原発性副腎皮質機能低下症
慢性原発性副腎皮質機能低下症（まんせいげんぱつせいふくじんひしつきのうていかしょう）とは、副腎における副腎皮質ステロイドの産生低下を示す症候群。アジソン病（アジソンびょう、英: Addison's disease）とも呼ばれる。厚生労働省より指定される難病(旧 特定疾患)である。なお、アジソン病は後天性の成因による病態に対する用語である。

## 歴史
1855年に、英国で内科医をしていたトーマス・アジソン（w:Thomas Addison）の医学研究によって報告された。

## 原因
後天性の原因としては結核、自己免疫による副腎萎縮、悪性腫瘍の副腎転移、出血、感染症などによる病変がある。先天性副腎低形成は極めて稀で、これまでに数十例の報告があるにすぎない。原因としては先天性副腎低形成、副腎ホルモン合成酵素欠損、家族性グルココルチコイド欠損などがある。

## 臨床像
副腎皮質ステロイドはコレステロールを主な原料とし、下垂体からの副腎皮質刺激ホルモン(ACTH)により分泌・調節されている。調節の経路は、視床下部から副腎皮質刺激ホルモン放出ホルモン(CRH)が分泌され、下垂体から副腎皮質刺激ホルモン(ACTH)が分泌され、副腎で副腎皮質ホルモンが分泌されるといった順序である。副腎皮質ステロイドの低下によって多彩な症状が引き起こされてくる。
- 副腎皮質の90%以上が破壊されると、慢性的な脱力、易疲労、全身倦怠感、筋肉の脆弱化、吐き気、嘔吐、便秘、下痢、体重減少、低血糖、高カリウム血症、低ナトリウム血症、高マグネシウム血症、腹痛などの症状が出る。
- 皮膚の色素沈着。特に日光の当たる部位や摩擦が加わる部位に多く見られる。
- 副腎皮質におけるアンドロゲンの生成も行われなくなり、特に女性で腋毛、陰毛の消失がみられる（男性は精巣でアンドロゲンが生成されるため、起こることはまれである）。
- 体内のナトリウムイオンとカリウムイオンのバランスが崩れるので重症の場合、不整脈による心不全によって死亡することもある。

## 治療
副腎皮質ステロイドの補充を行う。筋力の低下や全身消耗の強い場合、副腎性アンドロゲンを補充することもある。
- 糖質コルチコイド：ヒドロコルチゾン15-20mg/日を標準とする。
- 鉱質コルチコイド：アルドステロン分泌障害がある場合にフルドロコルチゾン0.05-0.1mg/日を用いる。